# جورج د. ليبي
جورج د. ليبي (بالإنجليزية: George D. Libby)‏ هو عسكري أمريكي، ولد في 23 نوفمبر 1919 في Bridgton, Maine ‏ في الولايات المتحدة، وتوفي في 20 يوليو 1950 في دايجون في كوريا الجنوبية.